# Amor a domicilio
Amor a domicilio es una telenovela chilena, del género melodrama, producida por Canal 13 y transmitida desde el 24 de julio hasta el 14 de diciembre de 1995, reemplazando a El amor está de moda y siendo sucedida por Marrón Glacé, el regreso. 
Es creada y escrita por el guionista, José Ignacio Valenzuela, producida por Javier Larenas, con la dirección general de Cristián Mason, bajo el núcleo de contenidos de Ricardo Miranda.
Es protagonizada por Alejandra Herrera y Luciano Cruz-Coke, cuenta con las participaciones de Catalina Guerra, Guido Vecchiola, Luz Croxatto, Victoria Gazmuri y Felipe Castro. Con las actuaciones estelares de Cristián Campos, Ana María Martínez y Tomás Vidiella.
Debido al éxito de la telenovela, se creó una serie con una segunda parte llamada Amor a domicilio, la comedia.

## Argumento
La historia gira en torno a una pizzería y la vida de sus administradores y repartidores. 
Todo comienza centrándose en la vida de Angélica Díaz (Alejandra Herrera), una bella joven recién egresada de Administración de Empresas cuyo deseo es surgir mediante un empleo en su profesión, pero tiene mala suerte ya que todos sus curriculum vitae son rechazados en diversas empresas a las que ha acudido, por ello toma la decisión de postular al holding empresarial de Gaspar Encina (Tomás Vidiella) un simpático hombre multimillonario que es propietario de una cadena de hoteles, otras empresas y por sobre todo, una pizzería. Es también el conglomerado donde trabaja su padre Raúl (Edgardo Bruna) un amargado empleado de Gaspar quien explota anímicamente al enterarse de que su hija será también su compañera de trabajo porque supuestamente teme que su primogénita arruine su reputación si llega a cometer un error en su trabajo. Pero en realidad, Raúl no quiere tener a su hija trabajando ahí porque teme que ella descubra que tiene sucios planes con Guillermo Stone (Roberto Vander), otro empresario que es rival de Gaspar y posee una cadena de hoteles competidora y necesita relanzarla para arruinar a su enemigo. Para ello no solo utilizará a Raúl, si no que también a su hermano Alfredo (Sebastián Dahm), un publicista propietario de una agencia de esta índole.
No obstante, Angélica cuenta con el valioso apoyo de Sofía (Francisca Merino) quien es su mejor amiga y también de su tío Miguel (Cristián Campos), un espontáneo dueño de una tienda de antigüedades que adora a su sobrina e intenta conquistar a Mireya (Sandra O'Ryan), una empleada de su tienda que acepta sus obsequios y cariños pero rechaza que sea tan insistente, sin embargo este humilde hombre también demuestra su buen corazón con Justo (Vasco Moulián), otro empleado de su tienda que intenta dejar su adicción a las drogas.
Gaspar finalmente contrata a Angélica para que administre la pizzería, sin saber que se volvería a encontrar con Benjamín (Luciano Cruz-Coke), fotógrafo y sobrino de Gaspar que también es designado administrador del establecimiento por su tío. La joven en un comienzo lo rechaza puesto que el fotógrafo fue quien colisionó el taxi donde días antes se desplazaban Angélica y Sofía en búsqueda de trabajo. No obstante y con el correr de los tiempos Angélica termina enamorándose profundamente de Benjamín, pero para ello deberá luchar contra Isidora (Victoria Gazmuri) quién es la novia del fotógrafo y pretende contraer matrimonio con el. 
También este amor se verá impedido por más razones y personas, entre las cuales se cuentan Patricio (Felipe Castro) quién es el novio de Angélica, y también Matías (Guido Vecchiola) y Fernanda (Catalina Guerra) (enamorados de Angélica y Benjamín respectivamente).
El resto de la trama se mueve entre la vida de los repartidores de esta pizzería y como se van entrelazando en distintas relaciones de amor y odio a lo largo de la teleserie. Llaman la atención personajes que serán recordados con los años, como el caso de Evelyn Jara Machuca (Luz Croxatto), una escandalosa joven que se desempeña como telefonista de la pizzería y Romeo Ulloa (Alfredo Castro), un hombre que se también enamora de Mireya y que cautivó con su ternura y buen corazón, pero deberá luchar contra los coqueteos de Miguel a la bella rubia.
Esta teleserie fue la primera de Alejandra Herrera y que la lanzó a la fama, junto a Luciano Cruz Coke que ya había tenido un papel en El amor está de moda (teleserie de Canal 13 transmitida el primer semestre de 1995), pero que dio a conocer más extensamente en esta apuesta dramática.

## Reparto

### Principales
- Luciano Cruz-Coke como Benjamín Smith
- Alejandra Herrera como Angélica Díaz
- Cristián Campos como Miguel Díaz
- Ana María Martínez como Agustina Encina
- Tomás Vidiella como Gaspar Encina
- Sandra O'Ryan como Mireya Zambrano
- Catalina Guerra como Fernanda Valdés
- Ana María Gazmuri como Rosario Undurraga
- Patricio Achurra como Sergio Toledo
- Rebeca Ghigliotto como Mariola Astudillo
- Edgardo Bruna como Raúl Díaz
- Sonia Viveros como Adriana Guzmán
- Roberto Vander como Guillermo Stone
- Malú Gatica como Blanca Cousiño
- Alfredo Castro como Romeo Ulloa
- Lucy Salgado como Amelia Gatica
- Liliana Ross como Silvia Risopatrón
- Gabriela Hernández como Marjorie Astudillo
- Willy Semler como Jerry Lewis / Leopoldo Gumucio
- Soledad Alonso como Cristina Garrido
- Sebastián Dahm como Alfredo Stone
- Paula Sharim como Magdalena Smith
- Violeta Vidaurre como Aurora Castro
- Myriam Palacios como Helga Holguett
- Fernando Farías como Enrique Garrido
- Guido Vecchiola como Matías Undurraga
- Victoria Gazmuri como Isidora Toledo
- Luz Croxatto como Evelyn Jara
- Felipe Castro como Patricio Zambrano
- Francisca Castillo como Yolanda Duque
- Carlos Concha como Felipe Garrido
- Hernán Hevia como Danilo Morales
- Eduardo Mujica como Douglas Smith
- Carlos Díaz como José Castro
- Francisca Merino como Sofía Garrido
- Francisca Reiss como Camila Orrego
- Imara Castagnoli como Rebeca Campos
- Vasco Moulián como Justo Flores
- Alberto Zeiss como Carlos Rodríguez
- Sergio Urrutia como Olegario Mardones
- César Arredondo como Gregorio
- Francisca Navarro como Pilar Arrieta
- Catalina Saavedra como Brígida Gómez
- Carmen Luz Figueroa como Irene Aguirre
- Elizabeth Martínez como Gloria
- María Inés Leighton como Teresa Johansson
- Andrés Fernández como Andrés
- Alberto Pérez como Hugo
- Alfonso Vadell como Alfonso
- Antonio Pedraza como Antonio
- Violeta Contreras como Violeta

## Equipo
- Dirección de Producción Canal 13: Ruby Anne Gumpertz
- Dirección de Área Dramática Canal 13: Ricardo Miranda
- Guion: José Ignacio Valenzuela
- Dirección general: Cristián Mason
- Producción general: Javier Larenas Peñafiel
- Dirección de Unidades: Eduardo Pinto y Herval Abreu
- Coordinación de Producción: Francisca Inostroza
- Edición: Javier Kappes

## Banda sonora
- 1. Nicole - Dame Luz
- 2. Andrés de León - Mi Loco Amor De Verano
- 3. The Sacados - Más De Lo Que Te Imaginas
- 4. Sandra Mihanovich - Nadie Nos Vio
- 5. Marco Masini - Bella Idiota
- 6. Diego Torres - Por La Vereda Del Sol
- 7. Monti - Dime Tu Nombre
- 8. Sexual Democracia - Limiatrofiando
- 9. Los Del Río - Macarena
- 10. King África - Africana
- 11. El General - Las Chicas

 Temas no incluidos en el CD
- 1. Nicole - Sigo Buscándote
- 2. Foreigner - Until The End Of Time
- 3. Take That - Back for Good
- 4. Annie Lennox - No More "I Love You's"
- 5. Goo Goo Dolls - Name
- 6. Simply Red - For Your Babies
- 7. Nicole - Esperando Nada
- 8. Soda Stereo - Ella Usó Mi Cabeza Como Un Revólver
- 9. Nicole - Con Este Sol
- 10. Nicole - Cuando Yo Me Transforme
- 11. Andrés de León - 2 o 3
- 12. Real Mc Coy - Run Away